# 安塔瑞斯運載火箭
安塔瑞斯運載火箭（英語：Antares，即心宿二）在早期發展階段則又被稱為金牛座Ⅱ號運載火箭（英語：Taurus II），是由美國軌道科學公司所研發的一種一次性使用運載系統。其設計可以使到火箭發射質量8,000公斤（18,000磅）的有效載荷進入近地軌道，於2013年4月21日首次飛行測試成功。安塔瑞斯運載火箭為軌道科學公司所發展過最大型的火箭，並且計畫在未來負責發射向國際太空站進行商業補給服務的載運飛船天鵝座宇宙飛船。
2008年時美國國家航空暨太空總署提出商業軌道運輸服務的合同，並且要求相關公司應該證明能將貨物運至國際太空站軌道。對於商業軌道運輸服務之要求軌道科學公司計畫藉由安塔瑞斯運載火箭將天鵝座宇宙飛船升至規定軌道上，此外安塔瑞斯運載火箭也能夠承擔一些小型與中型任務內容。
2011年12月12日，軌道科學公司將火箭名稱從原本指定的「金牛座Ⅱ號」，改用恆星心宿二的名稱來命名為「安塔瑞斯」。

## 發展

### 早期計畫
美國國家航空暨太空總署所提出的商業軌道運輸服務中將獎金訂為1.71億美元，而軌道科學公司計畫開發新的火箭則預計要投資1.5億美元；其中有1.3億投入火箭助推器上，另外還有2,000萬則是作為載運飛船的開發。但是截至2012年4月，開發成本估計已經達到4.72億美元。
2008年6月10日時，軌道科學公司宣布中大西洋地區太空中心將成為安塔瑞斯運載火箭的主要發射基地，該處原本為維吉尼亞州瓦勒普斯飛行中心的一部分。主要的發射任務則會於中大西洋地區太空中心裡的0號發射臺（LP-0A）進行，軌道科學公司計畫將原本康尼斯多加運載火箭使用的發射臺進行修改以投入安塔瑞斯運載火箭的發射。軌道科學公司之所以瓦勒普斯為據點主要是考量到前往國際太空站軌道時，能夠盡可能有效地避開自卡納維爾角發射的火箭而使得上空不會過於擁擠。
2009年12月10日時，阿連特科技系統開始測試自家推進器卡斯托輔助火箭發動機以作為安塔瑞斯運載火箭第二節的動力來源；而在2010年3月時，軌道科學公司和Aerojet完成了NK-33火箭發動機延伸設計系統之點火試驗。2013年2月13日軌道科學公司便開始嘗試進行點火測試，2月22日則進行了火箭防火測試，其中將第一節火箭安置於設備上並且發動AJ26火箭發動機長達29秒之久。

### 首次升空
原本計畫在2012年時安塔瑞斯運載火箭便會展開首次實際測試「A-ONE」並且搭載天鵝座質量模擬器升空，其中天鵝座質量模擬器是以天鵝座宇宙飛船為樣板而成。但一直到2013年4月21日才於維吉尼亞州瓦勒普斯島中大西洋地區太空中心0號發射臺真正進行「A-ONE」試飛任務，在這之前0號發射臺僅在1982年康尼斯多加運載火箭唯一一次進行軌道測試任務時使用過。「A-ONE」原本預計在2013年4月17日準備進行火箭發射，然而由於在清洗外表導致火箭第二節鬆脫而延後計畫；而在4月20日時第二次準備發射時，則因為當地高空颳起大風而研判不適合進行測試。4月21日在第三次升空測試中火箭被運往發射臺進行預備，而原本預計自北美東部時區17時開始後3個小時火箭應該等待發射窗口待命，但之後決定提前縮短至2個小時內結束相關工作並準備發射，10分鐘後火箭發射任務開始計數。
「A-ONE」試驗僅使用卡斯托30A火箭發動機作為第二節動力來源，並沒有搭配第三節火箭。而這次測試飛行除了搭載質量模擬器外，也依照與其他航太公司的協議同時發射4枚立方衛星，其中分別為一枚私人企業的衛星以及亞歷山大（Alexander）、格拉漢姆（Graham）和貝爾（Bell）共3枚美國國家航空暨太空總署之衛星。安塔瑞斯運載火箭的試射除了是瓦勒普斯島所進行過第一次液態燃料火箭外，同時也是軌道科學公司所發射過最大的火箭。

## 設計

### 各節技術

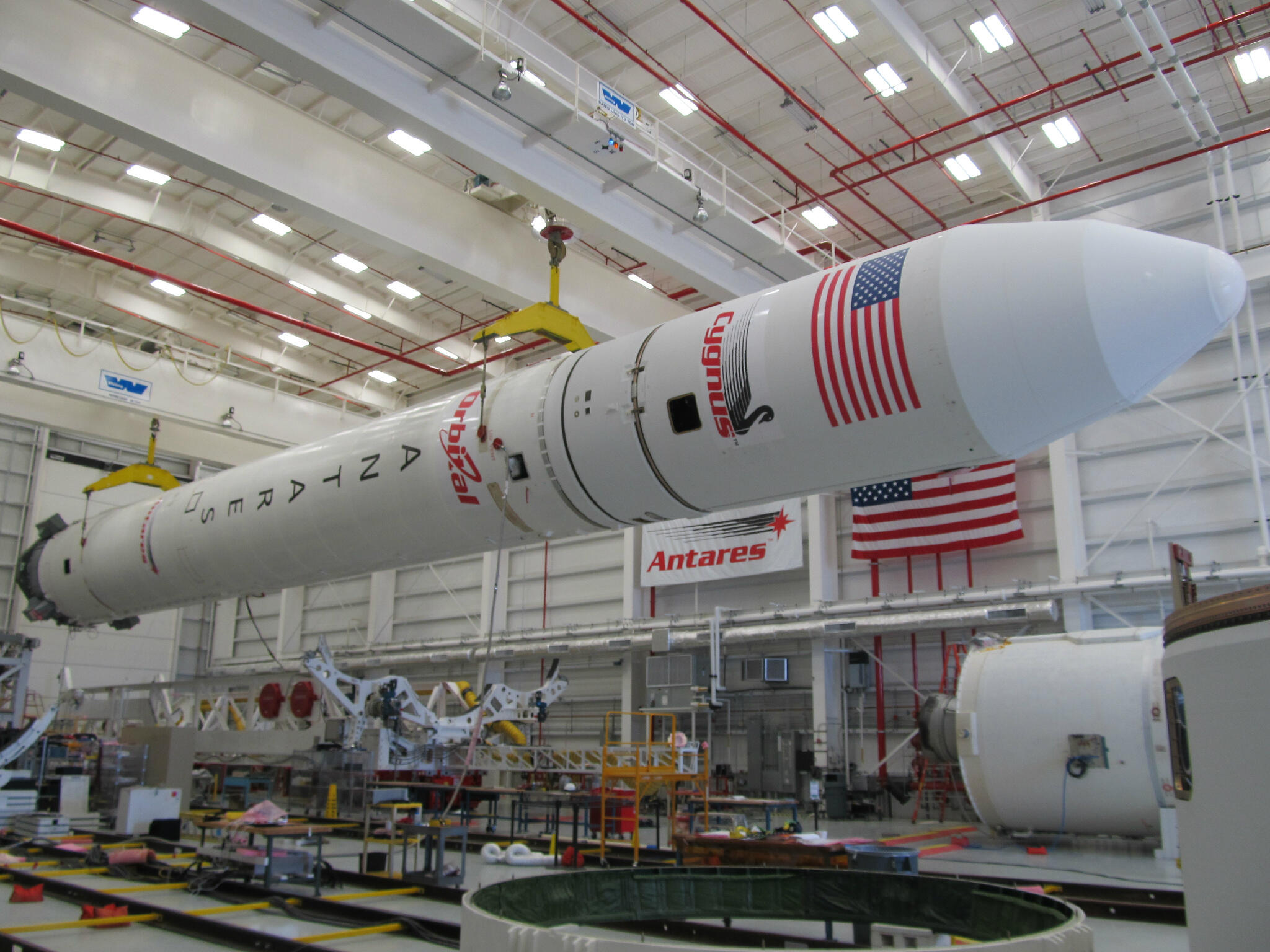
準備進行「A-ONE」任務的安塔瑞斯運載火箭在組裝過後準備運往發射臺。

安塔瑞斯運載火箭採用110號配置，第一節使用RP-1與液氧作為燃燒推進劑，並在內部安裝有兩部Aerojet公司參考俄羅斯NK-33火箭發動機研發並銷售的AJ26火箭發動機。而軌道科學公司為了能夠獲得第一節火箭的軌道發射之經驗與大型液態推進劑使用之技術，因此與烏克蘭南方设计局簽約以獲得天頂號運載火箭相關設計來作為參考。另外一些報告中指出兩家公司在合約中也包括有「主燃料罐與相關管路的設計」，其中南方設計局負責提供如推進劑燃料罐、加壓槽、閥門、傳感器、燃料管道，控制接線和其他相關的硬體的核心技術；這也讓安塔瑞斯運載火箭與天頂號運載火箭都擁有3.9公尺（154英吋）大小的火箭直徑，而之後如籌載護罩等設計也與此有所關聯。
第二節火箭則採用固態火箭發動機卡斯托30火箭發動機，而其發動機則是參考阿連特科技系統所研發的卡斯托120輔助火箭發動機而成，並且透過相關技術能夠達成推力向量的效果。其中所推出的卡斯托火箭發動機依照不同的任務內容，又可以分別使用卡斯托30A發動機、卡斯托30B發動機或者是更長的卡斯托30XL火箭發動機。2013年3月，美國國家航空暨太空總署將安塔瑞斯運載火箭第二節的技術細節和相關數據公開發表。
而作為可搭配選項的第三節火箭的發動機則可為雙推進劑第三節系統（Bi-Propellant Third Stage）或者是阿連特科技系統的星48BV型固體燃料火箭，其中前者為軌道科學公司其主要衛星平台，使用四氧化二氮與聯氨作為推進燃料，計畫是拿來將有效載荷精確放置最終軌道之中；而後者則是基於星48型固體燃料火箭開發而成，主要是計畫負責需要更多推進能量以前往指定軌道的任務。

### 任務配置
安塔瑞斯運載火箭依照不同任務性質會有不同配置，而依照各節別火箭搭配的方式則會給予三位數的編號加以區別。其中第一個數字代表第一節火箭、第二個數字代表第二節火箭以及第三個數字代表第三節火箭，而第二個數字與第三個數字又因為第二節與第三節分別在火箭發動機上有所區分而不同。當前安塔瑞斯運載火箭在測試飛行中為在第二節使用卡斯托30A發動機、沒有第三節的110號配置，之後在任務中才會陸續採用卡斯托30B發動機或者是卡斯托30XL發動機。
| 數字 | 第一個數字                              | 第二個數字           | 第三個數字                                 |
| 數字 | 第一節                                  | 第二節               | 第三節                                     |
| ---- | --------------------------------------- | -------------------- | ------------------------------------------ |
| 0    | －                                      | －                   | 並無第三節火箭配置                         |
| 1    | 標準第一節火箭 （2個AJ26-62火箭發動機） | 卡斯托30A火箭發動機  | 雙推進劑第三節系統 （3個IHBT-4火箭發動機） |
| 2    | －                                      | 卡斯托30B火箭發動機  | 星48BV型固體燃料火箭                       |
| 3    | －                                      | 卡斯托30XL火箭發動機 | －                                         |